# EJIKI VIDEO WORKS
EJIKI VIDEO WORKS（エジキ・ビデオ・ワークス）は、日本のゲイビデオメーカーであり、主にゲイDVDの制作・販売を行っている。

## 概要
2003年10月1日に設立された。SMを中心としたゲイビデオを制作・販売している。また東京都新宿区新宿二丁目にあるカフェ「Cafe DNA」を運営している。

## 主なシリーズ
- THE 調教
- レジェンド
- トレジャー
- アナザーワールド